# Nightmare (album)
Nightmare is het zesde album en het vijfde studioalbum van de Amerikaanse band Avenged Sevenfold, uitgebracht op 27 juli 2010. Het werd geproduceerd door Mike Elizondo en in New York gemixt door geluidstechnicus Andy Wallace. Het was het eerste album van Avenged Sevenfold waarop James "The Rev" Sullivan door zijn overlijden in de opnameperiode niet op alle tracks drums speelde.

## Nummers
1. "Nightmare" - 6:14
2. "Welcome to the Family" - 4:05
3. "Danger Line" - 5:28
4. "Buried Alive" - 6:44
5. "Natural Born Killer" - 5:15
6. "So Far Away" - 5:26
7. "God Hates Us" - 5:19
8. "Victim" - 7:29
9. "Tonight the World Dies" - 4:41
10. "Fiction" - 5:12
11. "Save Me" - 10:56

## Bezetting
- M. Shadows, zang
- Synyster Gates, sologitaar
- Zacky Vengeance, slaggitaar
- Mike Portnoy, drums
- Johnny Christ, basgitaar